# Compus de cinci tetraedre
În geometrie compusul de cinci tetraedre este unul dintre cei cinci compuși poliedrici regulați. Acest poliedru poate fi considerat fie o stelare a icosaedrului, fie ca un compus. Acest compus a fost descris pentru prima dată de Edmund Hess în 1876.
Poate fi considerat și o fațetare a unui dodecaedru regulat.
Are indicele de compus uniform UC05 și indicele Wenninger 24.

## Compusul
Este un compus poliedric din cinci tetraedre și are simetrie icosaedrică chirală (I). Este unul dintre cei cinci compuși regulații construiți din poliedre platonice identice.
Are aceeași configurație a vârfurilor ca și dodecaedrul.
Există două forme enantiomorfe (aceeași figură, dar cu chiralitate opusă) ale acestui poliedru compus. Ambele forme împreună creează reflexia simetrică compus de zece tetraedre.
Are o densitate mai nare decât 1.
| Ca pavare sferică | Model transparent (animație) | Cinci tetraedre intercalate |

## Mărimi asociate

### Coordonate carteziene
Coordonatele carteziene ale vârfurilor acestui compus sunt date de: 
{\displaystyle \left(\,\pm {\frac {\sqrt {2}}{4}},\,\pm {\frac {\sqrt {2}}{4}},\,\pm {\frac {\sqrt {2}}{4}}\,\right)},
plus toate permutările lui:
{\displaystyle \left(\,\pm {\frac {{\sqrt {2}}+{\sqrt {10}}}{8}},\,\pm {\frac {{\sqrt {10}}-{\sqrt {2}}}{8}},\,0\,\right)}.

### Volum
Următoarea formulă pentru volum V este stabilită pentru lungimea laturilor tuturor poligoanelor (care sunt regulate) a:
{\displaystyle V={\frac {5{\sqrt {2}}}{12}}\,a^{3}\approx 0,589256~a^{3}.}

## Ca stelare
Compusul de cinci tetraedre poate fi considerat o stelare a icosaedrului.

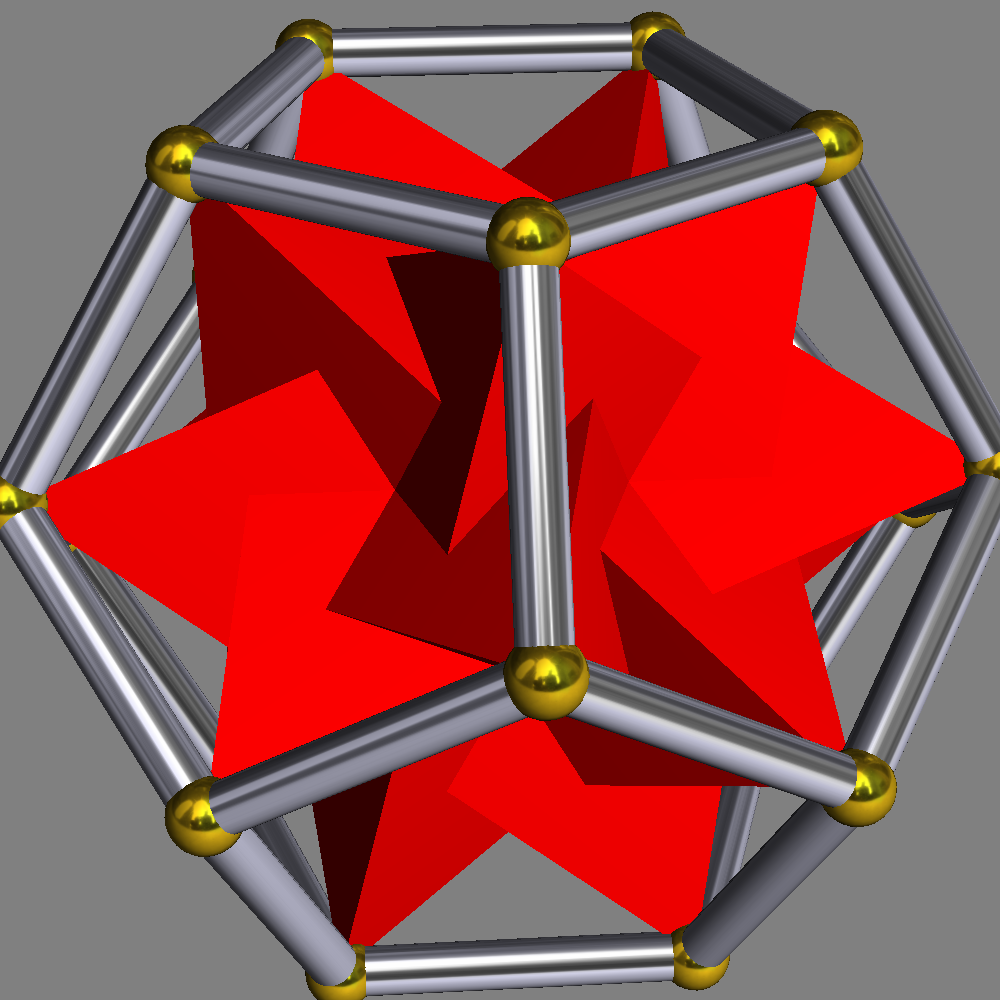
Compusul de cinci tetraedre în dodecaedru

| Diagrama stelării | Nucleul stelării | Anvelopa convexă |
| ----------------- | ---------------- | ---------------- |
|                   | Icosaedru        | dodecaedru       |

## Ca fațetare
Este o fațetare a dodecaedrului, cum se vede din imaginea alăturată.

## Teoria grupurilor
Compusul de cinci tetraedre este o ilustrare geometrică a noțiunilor de orbite și stabilizatori⁠(d), după cum urmează.
Grupul de simetrie al compusului este grupul icosaedric de rotație I de ordinul 60, în timp ce stabilizatorul unui singur tetraedru ales este grupul tetraedric de rotație T de ordinul 12, iar spațiul orbitelor I/T (de ordinul 60/12 = 5) este identificat în mod natural cu cele 5 tetraedre – setul gT îi corespunde tetraedrului g.

## O proprietate duală neobișnuită

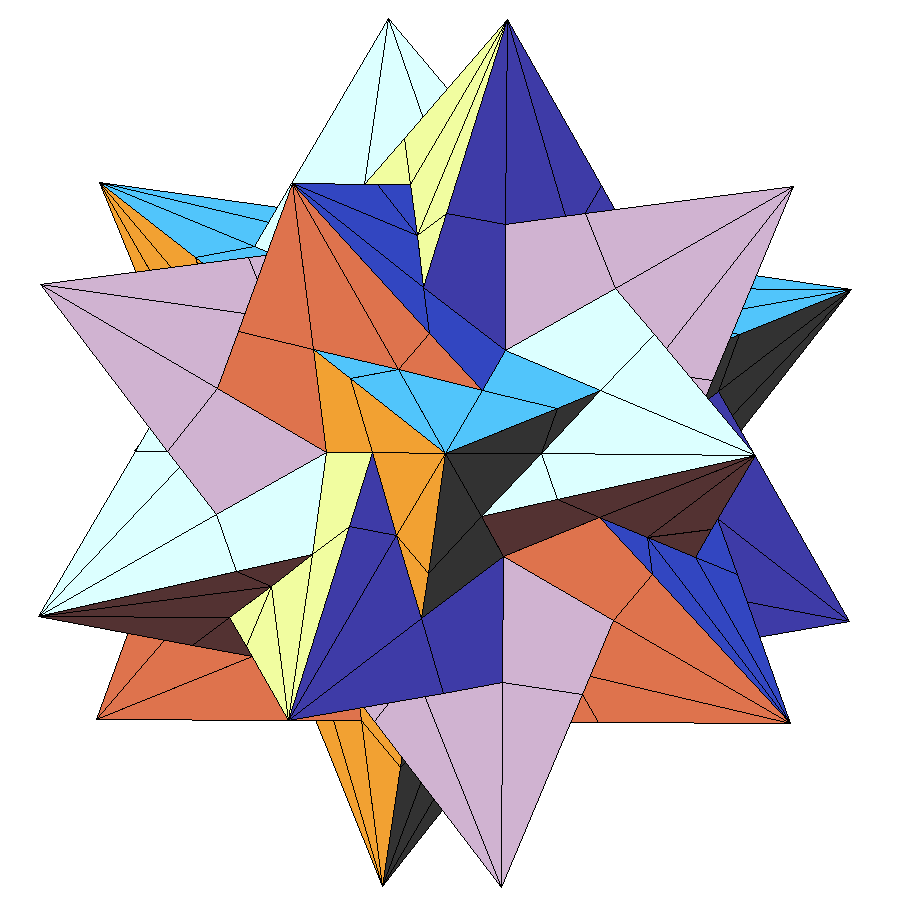
Compus de cinci tetraedre

Compusul este unul neobișnuit, prin aceea că dualul său este enantiomorf cu cel inițial. Dacă fețele sunt răsucite la dreapta, atunci vârfurile sunt răsucite la stânga. La dual, fețele devin vârfuri răsucite la dreapta, iar vârfurile devin fețe răsucite la stânga, dând geamănul chiral. Figurile cu această proprietate sunt extrem de rare.